# بریتیش گس
بریتیش گس (انگلیسی: British Gas) شرکت گاز بریتانیایی است، که در سال ۱۹۸۶ تأسیس شد.